# Scrophularia cinerascens
Scrophularia cinerascens là một loài thực vật có hoa trong họ Huyền sâm. Loài này được Boiss. miêu tả khoa học đầu tiên.